# Первый отдел
Первый отдел — режимно-секретное подразделение в спецслужбах постсоветских стран, осуществляющее контроль за секретным делопроизводством, обеспечение режима секретности, сохранность секретных документов. С 2004 года для наименования таких отделов используется официальное название «режимно-секретный отдел» (РСО). В большинстве случаев, этот отдел комплектовался прикомандированным спецслужбой офицером действующего резерва (ОДР), в некоторых источниках их именуют «аппаратом прикомандированных сотрудников ФСБ» (АПС).

## Первый отдел в СССР
Такой отдел был в каждой организации, имевшей какое-то отношение к секретной информации или располагавшей возможностью печатать тексты. Отдел контролировал доступ к секретной информации, поездки за границу и публикации. Также первый отдел контролировал использование пишущих машинок, копировальных аппаратов и других печатающих устройств. В первых отделах хранилась информация о сотрудниках предприятия, в специальных анкетах отмечалась информация о политических взглядах, поездках за границу, допуске к документам, имеющим гриф «для служебного пользования», «секретно» и выше.
В большинстве случаев, первый отдел комплектовался юристом из аппарата прикомандированных сотрудников КГБ, как их именовали в СССР «офицеров действующего резерва», иногда сотрудником органов внутренних дел, в редких случаях прокурором и в исключительных — военным. По утверждению Фельштинского, указывавшего на заметную роль 1-го отдела (КГБ) на советском телевидении, должности этих «офицеров действующего резерва», как и само понятие, появились во времена руководства КГБ Андроповым, причём назначение подобного сотрудника сопровождалось сложной бюрократической системой согласования, в цепочке участвовало даже Политбюро ЦК КПСС, но главным было то, сообщает историк в написанной в соавторстве с Прибыловским книге, что прикомандированные сотрудники разведки были введены повсеместно:

Формально уходивший в отставку офицер ФСБ, на самом деле переводимый из КГБ—ФСБ на гражданскую работу, оставался на этой работе негласным сотрудником КГБ—ФСБ, агентом государственной безопасности. Это было поистине революционное нововведение, готовившее тылы на случай непредвиденного развития событий в стране. Именно тогда появилось понимание, что бывших сотрудников спецслужб не бывает. Они, действительно, не становились бывшими. Они были офицерами действующего резерва КГБ—ФСБ — шпионами КГБ—ФСБ на гражданском или военном объекте.— Юрий Фельштинский и Владимир Прибыловский, книга «Корпорация. Россия и КГБ во времена президента Путина», 2010.
Под разными наименованиями, аппарат прикомандированных сотрудников (АПС), как говорилось выше, существовал ещё с советских времён, причём сотрудники «первого отдела», как их иногда называли, были везде, даже в театральных институтах и художественных училищах. По утверждению «Новой газеты», в МГУ, как и во многих других государственных вузах эпохи социализма, до сих пор существует так называемые «прикомандированные» сотрудники ФСБ, а ранее КГБ. «Новая газета», в большой статье про конфликт учащихся и педагогов МГУ с прикомандированными разведчиками, указала: «Как правило, офицер спецслужбы занимает должность помощника ректора». Любопытно, что попытки создать аппарат прикомандированных сотрудников из числа офицеров запаса военного ведомства ни к чему не привели, «разведотделы» продолжали комплектоваться офицерами действующего резерва КГБ.
Вероятно, практика назначения «офицеров действующего резерва» в учреждения была характерна только для стран соцлагеря. Грузия отказалась от них только в 2015 году по политическим соображениям, при этом отметив их полезность для дела госбезопасности страны.

## РСО в России
Согласно Закону РФ от 21 июля 1993 года N 5485-1 «О государственной тайне», организации, независимо от формы собственности, для выполнения работ, связанных с использованием сведений, составляющих государственную тайну, должны получить специальную лицензию. В Постановлении Правительства РФ от 06.02.2010 N 63 (ред. от 19.04.2019) «Об утверждении Инструкции о порядке допуска должностных лиц и граждан Российской Федерации к государственной тайне» подобный отдел именуется «режимно-секретным подразделением».
Необходимость введения в структуру организации режимно-секретного отдела определяется при лицензировании, в зависимости от объёма и важности сведений, составляющих государственную тайну, используемых в работе. При незначительном объёме таких сведений РСО на предприятии может не открываться. В этом случае предприятие обязано заключить договор с организацией, имеющей РСО, на хранение там документации. Вместе с тем, большинство сотрудников научных и образовательных организаций постсоветского пространства долгое время были уверены, что на их предприятии отсутствуют отделы подобного назначения. Впрочем, на предприятиях космической отрасли не скрывают, что их «первые отделы», по сути, являются представительствами ФСБ на территории «Роскосмоса». К примеру:

Первый отдел Верховного Суда предназначен для организации и обеспечения выполнения в Верховном Суде требований законодательства Российской Федерации о государственной тайне, иных правовых актов и методических документов, определяющих порядок защиты сведений, составляющих государственную тайну.— Котомкина Надежда Борисовна, начальник Первого отдела Верховного Суда Российской Федерации.
Как говорилось ранее, первый отдел комплектовался офицерами действующего резерва КГБ (ОДР КГБ) — сотрудниками разведки, прикомандированными по контракту к структурам государственного управления и предприятиям различного уровня секретности с целью осуществления оперативно-разыскной деятельности в интересах спецслужбы, контроля специального оборудования, выполнения особых поручений и надзора за материалами, содержащими государственную тайну. Работники аппарата прикомандированных сотрудников ФСБ и сейчас трудятся по совместительству членами разнообразных комитетов, наблюдательных советов, работают в ректорате, либо могут, формально, выполнять функции заместителей руководителя организации, юрисконсультов, быть директорами по безопасности.

## Обоснование АПС ФСБ
В 2018 году Президент Владимир Путин подписал указ о сотрудниках внешней разведки Российской Федерации, не входящих в кадровый состав, что было воспринято, как попытка отрегулировать ситуацию с «офицерами действующего резерва» (аппарат прикомандированных сотрудников). Для сохранения секретности в общении со СМИ сотрудниками АПС ФСБ широко применяется Федеральный закон от 12 августа 1995 года № 144-ФЗ «Об оперативно-розыскной деятельности», причём некоторые инструкции к организации работы по допуску к государственной тайне не имеют статуса секретности.
В 1990-е годы закон «Об органах Федеральной службы безопасности» разрешил действующим сотрудникам ФСБ быть прикомандированными к предприятиям независимо от формы собственности с согласия их руководителей, которые, по замечанию Леонида Млечина, «только формально подчинялись руководителю ведомства». Этих прикомандированных агентов ФСБ устраивали «юридическими консультантами», а их коммерческая деятельность с возможностью использования технических ресурсов КГБ и МВД стала легальной с принятием Закона «О частной детективной и охранной деятельности» от 11 марта 1992 года и специального постановления правительства от 14 августа 1992 года. Об этом, в 2011 году, писал в журнале «Огонек» социолог Вадим Волков.
По сообщению Александра Шевякина, автора книги «Система безопасности СССР», юридическими основаниями службы в советском действующем резерве были: Постановление СМ СССР № 134-75с от 21 января 1955 г. «О военнослужащих, работающих в гражданских министерствах и ведомствах»; Распоряжение СМ СССР № 1911-1018с от 24 октября 1955 г. «О переводе в запас из кадров Комитета государственной безопасности при Совете Министров СССР офицеров, работающих в других министерствах и ведомствах». Решением Коллегии КГБ «О состоянии и мерах по дальнейшему улучшению работы офицеров действующего резерва контрразведывательных подразделений центрального аппарата КГБ СССР и органов КГБ на местах».

## Примеры
Журнал «Форбс», ссылаясь на издание Андрея Солдатова и Ирины Бороган, вспоминал, что назначение в 2002 году представителя ФСБ генерала Александра Здановича заместителем генерального директора ВГТРК является одним из удивительных примеров этого явления. «Бывших чекистов не бывает», сказал Зданович обеспокоенным журналистам. Одновременно с вопросами безопасности Зданович цензурировал содержание новостных программ во время выборов или терактов. Известно, чекисты пытаются установить авторов независимых каналов в мессенджерах при помощи прикомандированных сотрудников в крупных мобильных операторах. На таинственную роль этих людей указал бывший глава Серпуховского района Шестун:

Почти никто не знает в России, что в ФСБ есть такая форма работы, как прикомандированные сотрудники, внедренные в организации, органы государственной власти, коммерческие структуры — это так называемые ПС. Вы удивлены? Это 100 % правда. Суровая действительность современной России. Прикомандированные сотрудники есть во всех крупных структурах, это носит тотальный, а не единичный характер.— Александр Шестун, 2018.
В том же 2018 году выяснилось, что к МГУ прикреплен «куратор из спецслужб», который имеет собственный кабинет, а на предприятиях космической отрасли не скрывают, что их «1-е отделы», по сути, являются представительствами ФСБ на территории «Роскосмоса». Ранее, «Российской газетой», сообщалось, что, в связи с распространившейся в Крыму коррупцией, некий полковник ФСБ Забатурин направлен на полуостров в рамках аппарата прикомандированных сотрудников; он занял пост заместителя председателя одного из правительственных комитетов. Это же издание сообщило, что «Счетная палата РФ имеет спецподразделение с прикомандированными сотрудниками ФСБ». Руководитель аппарата Совета Федерации Сергей Мартынов является прикомандированным сотрудником от ФСБ, причем, по сообщению «Известий», предыдущий глава аппарата Совета Федерации Владимир Свинарев тоже «был прикомандирован оттуда» ; оба согласованы с Матвиенко. Прикомандированные сотрудники ФСБ могут оказаться в самых неожиданных местах, например, известен конфликт прикомандированного в ФТС сотрудника СЭБ ФСБ Игоря Завражного с противником любых кураторов с Лубянки, главой ФТС Андреем Бельяниновым, длился он с переменным успехом, но кончился тем, что кресла ряда топ-менеджеров ФТС заняли, по данным «Новой газеты», «действующие офицеры Лубянки на основании закрытого межведомственного приказа ФСБ и ФТС о назначении прикомандированных сотрудников ФСБ категории „Б“ (с обязанностью ведения в ведомстве оперативно-разыскных мероприятий)». Встречаются и противоположные примеры, так прикомандированный от ФСБ в «Роснефть» генерал Феоктистов имел прекрасные отношения с главой «Роснефти» Игорем Сечиным. Также, в установленном порядке, могут проходить службу прикомандированные сотрудники органов внутренних дел, которые, фактически, дублируют бывших разведчиков, к примеру, предшественника генерала ФСБ Олега Феоктистова на посту главы службы безопасности «Роснефти», генерал-лейтенанта МВД Василия Юрченко, сначала понизили, освободив место генералу ФСБ, а потом вообще не восстановили на прежнем месте работы, его сменил прикомандированный от прокуратуры сотрудник.
Некоторые источники считали, что, с 2010-х годов, аппарат прикомандированных сотрудников ФСБ стал себя изживать, иные утверждали, что «поразительное интервью директора ФСБ Александра Бортникова к столетию ВЧК с тёплыми словами в адрес Лаврентия Берия», напротив, указывает на усиление роли кураторов от ФСБ, в этом отношении любопытно, что руководитель одного из ключевых подразделений ФСБ России, Службы Экономической Безопасности, Сергей Королёв с 2019 года был назначен членом наблюдательного совета «Курчатовского института». «Институт прикомандированных сотрудников ещё никто не отменял», — пояснили в ФСБ. Встречаются и редкие случаи выявления лжесотрудников аппарата прикомандированных к ФСБ, профессиональных шпионов и диверсантов.
В ряде случаев, прикомандированный сотрудник имеет шанс вернуться на Лубянку, к чему, обычно, стремится. Например, одно время трудившийся в налоговой полиции генерал ФСБ Александр Купряжкин сумел возглавить УСБ ФСБ, бывают иные ситуации, так прикомандированный на предприятие Гудкова сотрудник ФСБ предпочел работать на его бизнес, в ущерб разведке, аналогичная история, по утверждению жены покойного Литвиненко, случилась и с её мужем, — после покушения на бизнесмена, «Саша был просто «прикреплен» к Березовскому от ФСБ, это была его работа». В целом, Березовский подтверждал эту версию знакомства с офицером ФСБ Литвиненко: «Он пришел ко мне в офис, так как ему было поручено изучить деятельность моей компании», — вспоминал олигарх, причём сам Литвиненко именно так и вспоминал о первом знакомстве с олигархом, то же говорил отец Литвиненко.

## Критика
Оценки деятельности аппарата прикомандированных сотрудников ФСБ, соответственно, главных работников Первого отдела, разнятся от «бездельников» до «профессионалов», одно время «Российская газета» даже не считала значимым переименование офицеров действующего резерва ФСБ в АПС ФСБ, напротив, Млечин, в своем историческом экскурсе, указывал на опасные случаи фальсификаций преступлений в связи с отсутствием реальных правонарушений на предприятиях. Дмитрий Муратов, издатель и председатель редакционного совета «Новой газеты», с тревогой отметил, что немалое количество официально прикрепленных к сомнительным банкам сотрудников ФСБ оказались, фактически, бесполезны и даже вредны, поскольку некоторые из них бывали встроенными в коррупционные цепочки, как, например, произошло с начальником банковского отдела Лубянки Черкалиным, которому подчинялись все прикомандированные сотрудники ФСБ в банках. По мнению некоторых журналистов, и советский первый отдел был крайне сомнительной инициативой КГБ:

В каждом советском вузе, НИИ, на любом заводе имелось режимное подразделение — так называемый «первый отдел». Официально заявленной функцией «первых отделов» было противодействие проникновению в советские организации шпионов. За отсутствием шпионов, сотрудники первого отдела переключались на наблюдение за «моральным духом коллектива» через аппарат завербованных доносчиков. Порой первый отдел вмешивался и в семейные дела. В те времена развод или супружеская измена не одобрялись государством, и обнародование такого рода фактов могло похоронить карьеру и стать основанием для отказа советскому гражданину в праве выезда за рубеж.— Бороган Ирина и Солдатов Андрей, книга «Новое дворянство: Очерки истории ФСБ», 2011.
Иногда критикуют методы АПС ФСБ, но работники аппарата прикомандированных сотрудников ФСБ являются действующими агентами спецслужб, соответственно, они уполномочены использовать соответствующие методы дознания и вести оперативно-разыскную деятельность на вверенном им объекте. С 2015 года говорилось об активизации режимно-секретных отделов МГУ, к примеру, известен случай возбуждения уголовного дела для шантажа студента МГУ, по незначительному поводу вступившего в конфронтацию с прикомандированным к университету сотрудником ФСБ. После вмешательства ректора МГУ Садовничего и ряда статей в либеральной прессе, дело «о вандализме» было прекращено по требованию прокуратуры — студент наклеил листок с бытовой протестной надписью про «Чемпионат мира по футболу 2018» на информационную тумбу. Похожая история с отчислением из МГАХУ памяти 1905 года студента отделения промышленной графики произошла в 2003 году.

## В искусстве
В творчестве существует множество вариаций на тему активности государственных спецслужб, функции которых на предприятиях, по сути, выполняют прикомандированные сотрудники. См. например, Большой Брат в литературе, G-Man в играх.